# زینپ مورات
زینپ مورات دوران (متولد شده با نام زینپ مورات در ۱۵ سپتامبر ۱۹۸۳) قهرمان جهان و تکواندوکار اهل ترکیه است. او عضو تیم شهرداری کلانشهر استانبول S.K. است.
مورات در قیصریه، ترکیه متولد شد. وی در رشته تربیت بدنی و ورزش، در دانشگاه ارجیس در زادگاه خود تحصیل کرد.
وی در ۱۳ سالگی با نظر پدرش مهمت مورات که می‌خواست او شجاع شود، تمرین تکواندو را آغاز کرد. او در آغاز حدود یک سال زیر نظر آرزو تان، قهرمان سابق جهان، آموزش دید.
مورات در مسابقات اوپن ۲۰۰۰ کره در چانچئون شرکت کرد و در آن مدال طلا را در رده نوجوانان کسب کرد و عنوان «فنی‌ترین ورزشکار زن نوجوان» را از آن خود کرد. وی در جام جهانی ۲۰۰۰ در لیون فرانسه نیز مدال طلا گرفت. در سال ۲۰۰۴، او قهرمان اروپا در لیلهامر، نروژ شد. وی در مسابقات قهرمانی تکواندو جهان ۲۰۰۵ در مادرید اسپانیا صاحب مدال نقره شد. در همان سال، او یک مدال نقره دیگر در مسابقات قهرمانی اروپا که در ریگا، لتونی برگزار شد، به دست آورد.
در سال ۲۰۰۷، مورات دوباره قهرمان ترکیه شد.